# فرناندو استسو
فرناندو استسو (انگلیسی: Fernando Esteso؛ زادهٔ ۱۶ فوریهٔ ۱۹۴۵) کارگردان فیلم، فیلم‌نامه‌نویس، خواننده و بازیگر اهل اسپانیا است. وی نخستین فیلمش را در سال ۱۹۷۳ بازی کرد.
از فیلم‌ها یا برنامه‌های تلویزیونی که وی در آن نقش داشته است، می‌توان به دردسر قریب‌الوقوع، تورنته ۴: بحران مرگبار، شب بزرگ من و خاور باختر اشاره کرد.